# Сёгун (телесериал, 2024)
«Сёгун» (яп. 将軍 сё:гун, англ. Shōgun) — телесериал в жанре исторической драмы. Вторая экранизация одноимённого исторического романа Джеймса Клавелла (первая вышла в 1980 году). Телеканал FX заказал 10 серий сериала в августе 2018 года. Съёмки прошли в Канаде с сентября 2021 года по апрель 2022 года. Премьера первых двух эпизодов состоялась 27 февраля 2024 года. Первый сезон получил очень положительные отзывы критиков.
Изначально задумывался как мини-сериал, но после успешного дебюта было решено продлить его ещё на два сезона.

## Сюжет
События мини-сериала разворачиваются в 1600 году. Главный герой — английский штурман Джон Блэкторн, попавший в Японию в разгар междоусобных войн. Постепенно ему удаётся не только адаптироваться в японском обществе, но и заручиться покровительством со стороны влиятельного даймё Ёси Торанаги, историческим прототипом которого был объединитель Японии Иэясу Токугава. Врагами англичанина становятся обладающие влиянием при дворе португальские иезуиты, а союзниками — японские христиане, включая леди Тода Марико, которая проникается к нему тёплыми чувствами.

## В ролях

### Главные роли
- Хироюки Санада — даймё Ёси Торанага[7]
- Космо Джарвис — Джон Блэкторн[7]
- Анна Саваи — Тода Марико[8]
- Таданобу Асано — Касиги Ябусиге[8]
- Такэхиро Хира — Исидо Кацунари[8]
- Томми Бастоу — отец Мартин Алвито[8]
- Фуми Никайдо[англ.] — Отиба Но Ката[8]

### Роли второго плана
- Хирото Канаи — Касиги Оми[8]
- Моэка Хоси — Усами Фудзи[8]
- Токума Нисиока — Тода «Железный кулак» Хиромацу[8]
- Фумиё Кохината — Тайко
- Эита Окуно — Саэки Нобутацу, сводный брат Торанаги
- Ако[англ.] — Леди Иё (Дайёин)[8]
- Синносуке Абэ[англ.] — Тода «Бунтаро» Хирокацу[8]
- Ясунари Такэсима — Тономото Акинао, шпион Торанаги[8]
- Тоси Тода — Сугияма[8]
- Нобуя Симамото — Небара Дзёзен
- Хиро Канагава — Игураси Ёсимито, вассал Ябусиге[8]
- Нестор Карбонель — Васко Родригес[8]
- Луис Феррейра — капитан «Чёрного корабля» Феррейра
- Паулино Нуньес — отец Аквила
- Жоаким ди Алмейда — отец Доминго
- Юки Кура — Ёси Нагакадо, сын Торанаги[8]
- Ёрико Догути[англ.] — Кири Но Ката[8]
- Юка Кори — куртизанка Кику[8]
- Дзюнъити Тадзири — садовник Уэдзиро

## Эпизоды
| № | Название                                         | Режиссёр              | Автор телевизионного сценария | Дата премьеры   | Зрители в США (млн) |
| --- | ------------------------------------------------ | --------------------- | ----------------------------- | --------------- | ------------------- |
| 1 | «Андзин» «Anjin»                                 | Джонатан ван Тюллекен | Рейчел Кондо, Джастин Маркс   | 27 февраля 2024 | 0,764               |
| В 1600 году голландский торговый корабль «Эразм» терпит крушение у берегов Японии вблизи рыбацкой деревни Андзиро. Штурмана корабля, англичанина Джона Блэкторна, вместе с его товарищами берут в плен самураи во главе с Касиги Оми. Отобрав у «южных варваров» и корабль, и находившиеся на нём оружие и товары, они бросают непрошеных гостей в яму. Португальские иезуиты называют Блэкторна пиратом и требуют его казни. Однако находчивому штурману удаётся расположить к себе местные власти в лице влиятельного самурая Касиги Ябусиге, правителя Идзу и родного дяди Оми. Блэкторна перемещают из подземной тюрьмы в уютную хижину. Вместо него Ябусиге отправляет на смерть одного из голландских моряков. Тем временем в Осакском замке совет регентов во главе с Исидо пытается отстранить от власти и приговорить к смерти влиятельного и амбициозного даймё Ёси Торанагу, вассалом которого является Касиги Ябусиге. |                                                  |                       |                               |                 |                     |
| 2 | «Слуги двух господ» «Servants of Two Masters»    | Джонатан ван Тюллекен | Рейчел Кондо, Джастин Маркс   | 27 февраля 2024 | 0,764               |
| Посланец Торанаги прибывает в деревню Ябусиге и приказывает ему доставить Блэкторна в Осаку. Во время морской бури англичанин спасает от смерти штурмана-испанца Родригеса, а Ябусиге помогает ему в этом из соображений самурайской чести. Появление Блэкторна в Осакском замке ворошит осиное гнездо между соперничающими кланами. Христианка Марико, супруга самурая Тоды Хиракацу, верного вассала Торанаги, разрывается между своей верой и самурайским долгом. Она вынуждена стать переводчицей для варвара, к которому постепенно проникается симпатией. Под давлением Исидо, хозяина замка, Торанага помещает Блэкторна в местную тюрьму, где тот знакомится с францисканским священником-португальцем, брошенным туда иезуитами. Ябусиге уговаривает Исидо освободить англичанина, чтобы использовать в своих интересах. Недовольные этим иезуиты и даймё-католики подсылают к Блэкторну убийцу, но Торанаге и Блэкторну удаётся с ним справиться. Ябусиге приказывает своему племяннику Оми найти в Андзиро шпиона Торанаги. |                                                  |                       |                               |                 |                     |
| 3 | «Завтра будет завтра» «Tomorrow is Tomorrow»     | Шарлотта Брендстрём   | Шэннон Госс                   | 5 марта 2024    | 0,492               |
| Пока Блэкторн приходит в себя после покушения, Торанага готовится к побегу. Вызвав к себе провинившегося Ябусиге, он поручает вернуть в Андзиро и англичанина, и свою старшую наложницу Кири со свитой. Сам же он одевается в наряд придворной дамы, спрятавшись в одном из паланкинов. Исидо безуспешно осматривает всех выходящих за пределы замковых стен, но охраняющий внешние укрепления бдительный самурай всё равно останавливает кортеж. Узнавший Торанагу Блэкторн притворяется сумасшедшим и вступает в пререкания с несговорчивым стражем. Скандал позволяет Торанаге беспрепятственно покинуть город, но на пути к пристани отряд попадает в засаду. Даже Марико и англичанину приходится взять в руки оружие и вступить в неравный бой. Прикрывая отход своего господина, в городе остаётся отважный Бунтаро. Но выход из бухты блокируют сотни лодок преследователей, и Торанаге приходится просить о помощи капитана «Чёрного корабля». За солидную плату и разрешение на отъезд в Макао, португальцы берут на борт Торанагу со свитой, но не «еретика» Блэкторна, который на свой страх и риск прорывается вслед за ними на японской галере. Торанага посвящает англичанина в хатамото, а затем соревнуется с ним по прыжкам в воду. |                                                  |                       |                               |                 |                     |
| 4 | «Восьмислойный барьер» «The Eightfold Fence»     | Фредерик Туа          | Найджел Уильямс, Эмили Ёсида  | 12 марта 2024   | 0,517               |
| По прибытии в Андзиро Торанагу ожидает триумфальный приём, после чего он распоряжается выделить Блэкторну отдельный дом с прислугой, а сам спешно удаляется. Марико сообщает англичанину, что, помимо поместья и солидного жалования, ему полагается наложница, в роли которой выступает овдовевшая Фудзи. Это не вызывает одобрения у штурмана, положившего глаз на саму леди Марико, кроме того, ему так и не удаётся вернуть свой корабль, с которого японцы снимают пушки. Вынужденный обучать японцев приёмам европейского боя, Блэкторн делится с ними секретами артиллерийской стрельбы. В интимной беседе с ним Марико раскрывает национальный характер японцев, традиционно строящих в общении восьмислойный внутренний барьер. Впечатлённый точностью английских орудий, Ябусиге вынашивает планы создания собственного войска. Внезапно в Андзиро из Осаки прибывает посланец Исидо — Небара Дзёзен, требующий от Ябусиге подчинения своему господину. Интригану Ябусиге не остаётся ничего другого, как пригласить высокопоставленного гостя на военные учения, во время которых подученный Оми юный сын Торанаги Нагакадо безжалостно расстреливает самураев Исиды корабельными книппелями.                                              |                                                  |                       |                               |                 |                     |
| 5 | «Приручённые» «Broken to the Fist»               | Фредерик Туа          | Мэтт Ламберт                  | 19 марта 2024   | 0,554               |
| Торанага прибывает в Андзиро со своей армией, в том числе с Бунтаро. Как оказалось, выжить и вовремя скрыться в Осаке последнему помог отряд ронинов. Торанага отчитывает за самоуправство доверчивого сына, поддавшегося манипуляции со стороны Оми, племянника Ябусиге, и лишает его командования. Бунтаро поселяют в доме Андзина, где он напивается и избивает жену, из-за чего вступает в конфликт со штурманом, однако затем демонстративно перед ним извиняется. В дар от Торанаги Блэкторн получает фазана, которого подвешивает к стропилам дома, чтобы тот «дозрел». К ужасу японских слуг штурмана, под страхом смерти запретившего снимать тушку, её облепляют мухи, и, в конце концов, её выбрасывает, нарушив приказ, старый садовник. Казнь старика возмущает Блэкторна, решительно требующего у Торанаги позволить ему вернуться на родину, но полководец не желает и слушать его. Во время землетрясения Блэкторн спасает Торанаге жизнь, но деревня и дом штурмана сильно повреждены, а Фудзи тяжело ранена. Шпиону Торанаги Акинао с помощью подлога удаётся убедить Оми и Ябусиге, что доносчиком был покойный садовник Уэдзиро. Леди Отиба прибывает в Осаку и сообщает Исидо, что совет регентов отныне будет подчиняться ей.   |                                                  |                       |                               |                 |                     |
| 6 | «Дамы ивового мира» «Ladies of the Willow World» | Хироми Камата         | Меган Хуан                    | 26 марта 2024   | 0,523               |
| Флешбэк переносит действие во времена детства Марико, воспитывавшейся вместе с леди Отиба. Торанага за спасение своей жизни во время землетрясения жалует Блэкторну целое поместье с годовым доходом в 600 коку и назначает его командующим флотом и артиллерией, что приводит в ярость Оми. Последний высказывает своё недовольство дяде Ябусиге, который безуспешно пытается его успокоить. Торанага вызывает к себе по очереди Бунтаро и Марико, и повелевает им или примириться, или развестись. Затем он повторно отказывает Блэкторну в просьбе вернуть корабль и позволить вернуться на родину. Вместо этого он поручает Марико отвести англичанина в чайный дом к юдзё Кику и сопроводить его в качестве переводчицы. Исидо, заручившийся поддержкой Отибы, берёт в Осаке под арест остальных регентов. Сугияма отказывается подчиняться Исидо и пытается бежать из Осаки, но его вместе с семьёй убивают. Получивший известие об этом Торанага объявляет «малиновое небо» — открытую войну Исидо с целью защиты наследника Тайко. |                                                  |                       |                               |                 |                     |
| 7 | «Толика времени» «A Stick of Time»               | Такэси Фукунага       | Мэтт Ламберт                  | 2 апреля 2024   | 0,540               |
| Флешбэк переносит действие на 46 лет назад, в 1554 год, когда 12-летний Торанага выигрывает сражение у своего противника Мидзогути, а его побеждённый враг совершает в его присутствии сэппуку. В 1600 году 58-летний Торанага приглашает на переговоры об объединении сил своего сводного брата Саэки Нобутацу, правителя Синано, располагающего сильным войском. Самураи Синано окружают деревню, блокируя все дороги, после чего Саэки объявляет, что перешёл на сторону Исидо и Совета регентов, передав брату их послание с требованием явиться на суд в Осаку. Ябусиге обучает Блэкторна приёмам владения мечом. Бунтаро требует у Торанаги дозволения казнить варвара за связь со своей женой, однако тот напоминает, что в таком случае Тода обязан снести голову и самой Марико. Спустя время Торанага публично объявляет о своём решении сдаться Совету регентов, несмотря на протесты Нагакадо и Ябусиге. Кику и Нагакадо планируют убить Саэки в чайном домике. Нагакадо атакует Саэки у пруда, но поскальзывается и разбивает голову о камень. Саэки наблюдает, как Нагакадо умирает. |                                                  |                       |                               |                 |                     |
| 8 | «Бездна жизни» «The Abyss of Life»               | Эммануэль Осей-Куффур | Шэннон Госс                   | 9 апреля 2024   | 0,436               |
| Гибель Нагакадо откладывает капитуляцию его отца на 49 дней, необходимых для совершения похорон и поминок, после чего Торанага направляется со своей свитой в Эдо. Он не присутствует на погребальной церемонии сына, якобы из-за плохого самочувствия. Уверовав в свою окончательную победу, Исидо сватается к Отибе, но госпожа Дайёин, находясь на смертном одре, советует Отибе отвергнуть Исидо и отпустить заложников. Бунтаро устраивает для Марико чайную церемонию, безуспешно пытаясь с ней примириться, после чего предлагает вместе совершить самоубийство. Блэкторн встречает в Эдо отца Мартина и находит там оставшихся в живых членов его команды, один из них нападает на штурмана, обвиняя во всех неудачах. Блэкторн обращается к Ябусиге, предложив свои услуги и корабль. Выздоровевший Торанага собирает совет, на котором отчитывает вассалов за неповиновение, и не принявший капитуляцию Тода Хиромацу, отец Бунтаро, совершает в его присутствии сэппуку. Торанага вызывает к себе Марико, поручив ей отправиться в Осаку вместе с Ябусиге и англичанином. На следующее утро Торанага на месте похорон сына благодарит его и Хиромацу за выигранное для него время и обещает, что не потратит его напрасно.                 |                                                  |                       |                               |                 |                     |
| 9 | «Малиновое небо» «Crimson Sky»                   | Фредерик Туа          | Рейчел Кондо, Кайлин Пуэнте   | 16 апреля 2024  | 0,538               |
| Блэкторн, Марико и Ябусиге прибывают в Осаку, чтобы сдаться Исидо по приказу Торанаги. Марико сообщает Исидо, что она покинет город с семьёй Торанаги, так как такова воля её господина. Стражники по приказу Исидо не дают ей покинуть город, после чего она объявляет, что на закате совершит сэппуку, так как у неё не остаётся иного выхода. Исидо соглашается сохранить жизнь Ябусиге в обмен на его предательство Торанаги. Отиба встречается с Марико и делится с ней общими воспоминаниями из их детства, пытаясь убедить её не совершать самоубийство, но Марико остаётся непреклонной. Марико готовится совершить сэппуку, и помочь ей вызывается Блэкторн. В последний момент прибывает Исидо, передав ей разрешение покинуть Осаку с семьёй Торанаги. Блэкторн навещает Марико и они проводят ночь вместе. Той же ночью Ябусиге пропускает в замок отряд синоби, которых послал Исидо, но Блэкторн спасает Марико от похищения, после чего они вместе с Ябусиге и членами семьи Торанаги прячутся в складском помещении. Синоби устанавливают взрывчатку, чтобы открыть двери склада, и Марико намеренно встаёт рядом с дверью, не желая попасть в плен к Исидо. Взрыв убивает Марико.                                                    |                                                  |                       |                               |                 |                     |
| 10 | «Сон во сне» «A Dream of a Dream»                | Фредерик Туа          | Меган Хуан, Эмили Ёсида       | 23 апреля 2024  | 0,625               |
| В Осаке хоронят Марико, а совет регентов голосует за объявление войны Торанаге. Блэкторн покидает Осаку на галере вместе с Ябусиге и членами семьи Торанаги. Перед отплытием Мартин Алвито сообщает англичанину, что Марико просила церковь сохранить ему жизнь. Прибыв в Адзиро, Блэкторн видит остов сожжённого «Эразма». Ябусиге берут под арест, а люди Торанаги ищут предателей в деревне, устраивая жестокие казни. Ябусиге признаётся Торанаге в измене, после чего тот приказывает ему совершить сэппуку. Фудзи сообщает Блэкторну, что она теперь свободна и собирается стать монахиней. На следующий день Блэкторн требует от Торанаги помиловать жителей деревни, угрожая совершить сэппуку, но тот останавливает англичанина и даёт ему указание построить новый корабль, а потом и целый флот. Позднее Торанага признаётся Ябусиге, что это он отдал приказ сжечь «Эразм», чтобы Блэкторн не уплыл из Японии, а также в том, что смерть Марико помогла убедить Отибу отказаться от поддержки Исидо в предстоящей битве. Ябусиге совершает сэппуку, а Торанага отрубает ему голову. Блэкторн с помощью крестьян и Бунтаро вытягивает остов сгоревшего «Эразма» на берег. За этим издали наблюдает Торанага.                               |                                                  |                       |                               |                 |                     |

## Производство
3 августа 2018 года было объявлено, что телеканал FX заказал производство мини-сериала «Сёгун», который станет второй экранизацией одноимённого романа Джеймса Клавелла. Исполнительными продюсерами стали Эндрю Макдональд, Аллон Райч, Майкл Де Лука, Микаэла Клавелл (дочь Джеймса Клавелла), Тим ван Паттен, Юджин Келли и Ронан Беннетт. В декабре 2020 года стало известно, что несмотря на то, что съёмки были отложены из-за пандемии COVID-19, сериал находится в производстве. Главным сценаристом новой адаптации стал Джастин Маркс, который вместе со своей женой Рейчел Кондо стал ещё и продюсером.
24 мая 2021 года стало известно, что Космо Джарвис и Хироюки Санада утверждены на главные мужские роли в сериале. 30 сентября 2021 года стало известно, что в сериале снимутся Анна Саваи в роли Марико, Таданобу Асано в роли Касиги Ябусиге, Фуми Никайдо в роли Отибы, Токума Нисиока в роли Тоды Хироматсу, Такэхиро Хира в роли Исидо, а также Ако, Синносуке Абэ, Ясунари Такэсима, Хирото Канаи, Тоси Тода, Хиро Канагава, Нестор Карбонель, Юки Кура, Томми Бастоу, Моэка Хоси, Ёрико Догути и Юка Коури.
Изначально планировалось провести съёмки в Японии и в Великобритании, однако впоследствии планы были пересмотрены. Съёмки начались 22 сентября 2021 года в Ванкувере (Канада) и завершились 22 апреля 2022 года. Весной 2023 года сериал находился на этапе постпроизводства.
Премьера состоялась 24 февраля 2024 года, когда вышли первые два эпизода. Последующие эпизоды выходили один раз в неделю.
В мае 2024 года стало известно о продлении сериала ещё на два сезона.

## Восприятие
На сайте-агрегаторе рецензий Rotten Tomatoes рейтинг мини-сериала составляет 99 % на основании 129 рецензий критиков со средней оценкой 8,5 из 10 и обладает сертификатом «свежести». «Консенсус критиков» сформулирован так: «Великолепный визуально и обогащённый культурным правдоподобием, „Сёгун“ представляет собой эпическое переосмысление, превосходящее оригинал». На сайте-агрегаторе Metacritic, использующем среднее арифметическое взвешенное, рейтинг мини-сериала составляет 85 баллов из 100 возможных на основании 39 рецензий критиков, что соответствует «всеобщему признанию».
Ребекка Николсон из «Гардиан» поставила сериалу 4 звезды из 5 возможных, назвав его «завораживающим» и «эпичным», похвалив боевые сцены и уважение к первоисточнику. Марк Хейл из «Нью-Йорк таймс» назвал сериал «эпической костюмированной мыльной оперой», как и адаптацию 1980 года, но снятую на технически более высоком уровне. Он похвалил решение создателей показать больше японских персонажей, чем в адаптации 1980 года, которая больше фокусировалась на Блэкторне, но посчитал, что Космо Джарвис сыграл не слишком убедительно, почти всегда выглядя «потерянным» или «ошеломленно раздражительным». Анита Сингх из «Телеграф» написала: «Адаптация не дотягивает до совершенства. Иногда кажется, что это слишком скучно — слишком много разговоров о феодальной политике, хотя должно быть больше действия». При этом она отметила, что картинка выглядит великолепно, а сила «Сёгуна» заключается в том, что он «погружает нас в мир, который с его ритуалами и насилием кажется нам таким же чуждым, как и Блэкторну». Алан Сепинуолл из Rolling Stone назвал сериал «потрясающим», отметив, что он превосходит адаптацию 1980 года: в том сериале все японские персонажи рассматривались как «экзотические второстепенные роли» в истории Блэкторна, здесь же представлено «много точек зрения». Джон Андерсон из «Уолл-стрит джорнэл» назвал сериал более достоверным по сравнению с адаптацией 1980 года: в нём «жестокость и извращенность» повествования Клавелла были переданы в более откровенной манере, чем это позволяли «стандарты эпохи Рейгана». Кирстен Болдуин из Entertainment Weekly заметила, что Марико (в исполнении Ёко Симады) в адаптации 1980 года «в целом была тихой и покорной», тогда как Анна Саваи сыграла её «со стальной силой и энергичным характером», более соответствующим современной публике. А Космо Джарвис в роли Блэкторна, как и Ричард Чемберлен 44 года назад, демонстрирует «уверенность и высокомерие», но также добавляет своему персонажу дополнительный слой скептицизма и грубого юмора. Многие критики сравнили эту адаптацию «Сёгуна» с «Игрой престолов».

### Восприятие в Японии
В Японии мини-сериал также получил положительные оценки на сайте Eiga.com. Японский комик Кунихиро Мацумура похвалил эту телевизионную адаптацию за достоверность. Кен Мацудайра, сыгравший Токугаву Ёсимунэ в телесериале «Абарэнбо Сёгун», также трижды сыгравший Токугаву Иэясу (который был прототипом Ёси Торанаги в романе Клавелла), похвалил игру Санады и его стремление привнести историческую достоверность в сериал, в котором Санада выступил не только как актёр, но и как продюсер. В интервью журналу The Hollywood Reporter Хироюки Санада признался, что был «немного обеспокоен» тем, как японцы воспримут новую адаптацию «Сёгуна», так как «они знают, что достоверно, а что нет». Несмотря на все опасения, Санада отметил, что японская аудитория приняла адаптацию очень хорошо.
Известный японский разработчик видеоигр Хидэо Кодзима назвал адаптацию «„Игрой престолов“ в Японии XVII века», похвалив масштабность, внимание к деталям, актёрский состав, костюмы, декорации и визуальные эффекты, и предположил, что мини-сериал повлияет на будущее развитие японской киноиндустрии.

## Награды и номинации
- 2024 — 18 премий «Эмми»: лучший драматический сериал, лучший актёр в драматическом сериале (Хироюки Санада), лучшая актриса в драматическом сериале (Анна Саваи), лучший приглашённый актёр в драматическом сериале (Нестор Карбонель за эпизод «Андзин»), лучшая режиссура драматического сериала (Фредерик Туа за эпизод «Малиновое небо»), лучший кастинг для драматического сериала, лучшая операторская работа в сериале (Сэм Маккёрди за эпизод «Малиновое небо»), лучшие исторический костюмы для сериала (за эпизод «Дамы ивового мира»), лучшая работа художника-постановщика в повествовательном историческом или фэнтезийном сериале (за эпизод «Андзин»), лучший монтаж в драматическом сериале (Мария Гонсалес и Аика Миякэ за эпизод «Сон во сне»), лучший дизайн титров, лучшая работа каскадёров (за эпизод «Восьмислойный барьер»), лучший исторический или фантастический грим (за эпизод «Бездна жизни»), лучший протезный грим (за эпизод «Сон во сне»), лучшие исторические или фантастические причёски (за эпизод «Толика времени»), лучший звуковой монтаж для сериала (за эпизод «Приручённые»), лучшее микширование звука в сериале (за эпизод «Приручённые»), лучшие визуальные спецэффекты в сезоне или телефильме. Кроме того, сериал получил 7 номинаций: лучший актёр второго плана в драматическом сериале (Таданобу Асано, Такэхиро Хира), лучший сценарий драматического сериала (Рейчел Кондо и Джастин Маркс за эпизод «Андзин», Рейчел Кондо и Кейлин Пуэнте за эпизод «Малиновое небо»), лучшая операторская работа в сериале (Кристофер Росс за эпизод «Андзин»), лучшая оригинальная музыка для вступительной заставки (Аттикус Росс, Леопольд Росс, Ник Чуба), лучшая драматическая музыка для сериала (Аттикус Росс, Леопольд Росс, Ник Чуба за эпизод «Слуги двух господ»).
- 2025 — 4 премии «Золотой глобус»: лучший драматический телесериал, лучший актёр в драматическом сериале (Хироюки Санада), лучшая актриса в драматическом сериале (Анна Саваи), лучший актёр второго плана на телевидении (Таданобу Асано).
- 2025 — 5 номинаций на премию Гильдии киноактёров США: лучший актёр в драматическом сериале (Хироюки Санада, Таданобу Асано), лучшая актриса в драматическом сериале (Анна Саваи), лучший актёрский ансамбль в драматическом сериале, лучшая работа каскадёров в телесериале.
- 2025 — номинация на премию «Сатурн» за лучший приключенческий телесериал.
- 2025 — 6 номинаций на премию «Выбор критиков»: лучший драматический сериал, лучший актёр в драматическом сериале (Хироюки Санада), лучшая актриса в драматическом сериале (Анна Саваи), лучший актёр второго плана в драматическом сериале (Таданобу Асано, Такэхиро Хира), лучшая актриса второго плана в драматическом сериале (Моэка Хоси).
- 2025 — 5 номинаций на премию «Спутник»: лучший драматический сериал, лучший актёр в драматическом сериале (Хироюки Санада), лучшая актриса в драматическом сериале (Анна Саваи), лучший актёр второго плана в сериале или телефильме (Таданобу Асано), лучшая актриса второго плана в сериале или телефильме (Моэка Хоси).
- 2025 — 5 номинаций на премию «Независимый дух»: лучший новый сериал, лучший актёр в новом сериале (Хироюки Санада), лучшая актриса в новом сериале (Анна Саваи), лучший актёр второго плана в новом сериале (Таданобу Асано), лучшая актриса второго плана в новом сериале (Моэка Хоси).
- 2025 — 3 номинации на премию Гильдии режиссёров США за лучшую режиссуру драматического сериала (Джонатан ван Тюллекен за эпизод «Андзин», Хироми Камата за эпизод «Дамы ивового мира», Фредерик Туа за эпизод «Малиновое небо»).
- 2025 — 3 номинации на премию Гильдии сценаристов США: лучший драматический сериал, лучший новый сериал, лучший драматический эпизод (за эпизод «Андзин»).
- 2025 — номинация на премию «Грэмми» за лучший саундтрек для визуальных медиа (Аттикус Росс, Леопольд Росс, Ник Чуба).

## Прототипы персонажей
Ниже представлены исторические личности послужившие в качестве прототипов для персонажей телесериала.
- Ёси Торанага - Иэясу Токугава, основатель Сёгуната Токугава, будучи сподвижником Тоётоми Хидэёси, после смерти последнего, вступил в борьбу за власть со своим основным оппонентом Исидой Мицунари. В результате политических игр и военной победы над Исидой в Битве при Сэкигахаре (1600) ему удалось получить в 1603 году титул сёгуна. В дальнейшем Токугава отстранил и принудил к самоубийству наследника Тоётоми и его мать госпожу Ёдо.
- Исидо Кацунари - Исида Мицунари, председатель совета пяти управляющих при малолетнем наследнике Тоётоми Хидэёси, возглавил коалицию западных даймё в противостоянии восточным даймё, поддерживающих Иэясу Токугава. Потерпел поражение в Битве при Сэкигахаре в результате предательства одного из своих вассалов, перешедшего на сторону Токугавы, после поражения был казнён.
- Тайко - Тоётоми Хидэёси, известный как второй объединитель Японии, происходил из крестьянской семьи. После убийства возвысившего его до титула даймё Оды Нобунаги, объединившего большую часть страны под своей властью, продолжил его дело. Осуществил неудачное вторжение в Корею в 1592 и 1598 (о чём несколько раз упоминается в сериале). Долгое время не имел наследника мужского пола, пока молодая наложница не родила сына Тоётоми незадолго до его смерти. Для управления страной при малолетнем наследнике организовал совет пяти управителей, который начал новый виток междоусобной войны через два года после его смерти в 1598 году.
- Андзин/Джон Блэкторн - Уильям Адамс, известный в Японии как Миура Андзин, штурман корабля "Лифде" Голландской Ост-Индской компании прибывшего к берегам Японии в 1600 году с целью установления торговых связей между Голландией и Японией. Адамс вместе с командой был арестован Иэясу Токугавой, однако позже отпущен после передачи последнему сведений о цели визита. Позже стал доверенным советником Токугавы и получил от него титул самурая-хатамото и владение (300 кокку в год) в Японии. Однако вернуться на родину Адамс не смог из-за личного запрета Токугавы, не желавшего отпускать ценного специалиста по морскому и военному делу. Уильям Адамс умер в Японии в 1620 году.
- Тода Марико - Акэти Тама, также известная как Хосокава Грация, дочь известного военачальника Акэти Мицухидэ, который предал и убил своего сюзерена Оду Нобунага в 1582 году ради получения титула сёгуна. Однако в том же году Тоётоми Хидэёси разбил армию Акэти и тот совершил сэппуку, убив также членов своей семьи, Акэти Тама при этом осталась жива, так как была замужем за Хосокавой Тадаоки, вассалом Тоётоми. Будучи дочерью предателя содержалась в Осаке под домашним арестом, где изучала португальский язык, латынь и приняла католическую веру. Во время войны Токугавы и Исиды, находилась в Осакском замке. Когда Исида захватил замок с целью захвата заложников, слуга Акэти убил её и совершил сэппуку, по некоторым источникам это было сделано по приказу самой Акэти не желающей быть заложницей Исиды. Её смерть вызвала широкий протест среди даймё христиан и повлияла на поддержку Исиды.
- Отиба Но Ката - Госпожа Ёдо из рода Адзаи, племянница Оды Нобунаги, ставшая молодой наложницей Тоётоми Хидэёси. Родила от него двоих сыновей, из которых выжил только один - Тоётоми Хидэёри, при котором был организован регентский совет. После победы Токугавы в борьбе за власть стала монахиней. В 1614 году выступила вместе с сыном в войне против Токугавы в попытке вернуть власть в стране роду Тоётоми. В 1615 году после осады Осаки, когда Тоётоми потерпел поражение, совершила сэппуку вместе с сыном.
- Тода «Бунтаро» Хиромацу - Хосокава Тадаоки, даймё, сторонник Иэясу Токугавы, муж Акэти Тамы. Во время Битвы при Сэкигахаре командовал отрядом в авангарде Токугавы, также участвовал в Осакской кампании 1614-1615 годов против Тоётоми Хидэёри, получил очень крупный надел (370.000 кокку в год) от сёгуна Токугавы в качестве награды за военное командование. Умер в 1646 году.
- Тода «Железный кулак» Хиромацу - Хосокава Фудзитака, отец Хосокавы Тадаоки, был сторонником Тоётоми Хидэёси и поддержал позднее Токугаву, несмотря на уговоры со стороны Исиды. В отличие от событий сериала не совершал сэппуку, вместо этого Фудзитака сковал часть сил Исиды, отвлекая их от участия в Битве при Сэкигахаре. Умер в 1610 году от естественных причин.
- Отец Мартин Алвито - основным прототипом является член португальской миссии в Японии миссионер Жуан Родригеш Тсузу, бывший переводчиком при дворе Тоётоми в Осаке. Однако часть биографии взята у отца Гнекки-Сольдо Органтино, священника близко общавшегося с Хосокавой Грацией/Акэти Тамой, после смерти последней он распорядился о похоронах Акэти Тамы по христианскому обычаю в Осаке.